# Druz Stariji
Druz Stariji, još i Neron Klaudije Druz (lat. Drusus senior, još i Nero Claudius Drusus), (?, 14. siječnja 38. pr. Kr. – ?, rujan 9. pr. Kr.), rimski vojskovođa i kvestor, sin Tiberija Klaudija Nerona i Livije Druzile.
Prvi je rimski general koji je započeo vojne pohode i osvajanje Germanije gdje je ostvario mnoge pobjede nad germanskim narodima. Značajne pohode imao je i u Galiji gdje je smirio pobunu stanovnika zbog germanskih upada u Galiju. Umire u 29. godini od posljedica pada s konja, a pepeo mu je položen u Augustov mauzolej. U njegovu čast, legionari su mu podigli spomenik u današnjem Mainzu (Mogontiacum), a August je naložio održavanje svečanosti na dane Druzova rođenja i smrti.